# Geo Bogza
Geo Bogza (pronunciación rumana: [ˈd͡ʒe.o ˈboɡza]; nacido Gheorghe Bogza; 6 de febrero de 1908 - 14 de septiembre de 1993) fue un teórico, poeta y periodista rumano de vanguardia, conocido por sus convicciones políticas comunistas y de izquierda. De joven en el período de entreguerras, era conocido como un rebelde y era uno de los surrealistas rumanos más influyentes. Varios de sus polémicos poemas lo llevaron dos veces a ser encarcelado por obscenidad, y lo vieron participar en el conflicto entre jóvenes y viejos escritores rumanos, así como en el enfrentamiento entre la vanguardia y la extrema derecha. En una etapa posterior, Bogza ganó renombre por sus numerosos y logrados reportajes, siendo uno de los primeros en cultivar el género en la literatura rumana, y usándolo como un lugar para la crítica social.
Después del establecimiento de la Rumania comunista, Bogza adaptó su estilo al realismo socialista, y se convirtió en una de las figuras literarias más importantes que han servido al gobierno. Con el tiempo, se convirtió en un crítico sutil del régimen, especialmente bajo el gobierno de Nicolae Ceaușescu, cuando adoptó una posición disidente. A partir de finales de la década de 1960, publicó sus incómodas actitudes como subtexto de artículos y ensayos aparentemente inocentes. Editor de las revistas Viața Românească y România Literară, Geo Bogza fue uno de los líderes de la Unión de Escritores de Rumania y miembro de la Academia Rumana.
Era el hermano mayor de Radu Tudoran, un escritor conocido, cuyas elecciones políticas contrastaban con las de Geo Bogza, y convirtió a Tudoran en objeto de persecución comunista. Bogza tuvo contactos a lo largo de su vida con algunos representantes de la vanguardia rumana, entre ellos Victor Brauner, Max Blecher, Sesto Pals, Sașa Pană y Paul Păun, y fue amigo, entre otros, del ensayista y teólogo Nicolae Steinhardt, el disidente Gheorghe Ursu y la cineasta Mircea Săucan.

## Obras selectas

### Recopilaciones de Poemas
- Jurnal de sex ("Diario del sexo"), 1929
- Poemul invectivă ("Poema ofensivo"), 1933
- Ioana Maria: 17 poeme ("Ioana Maria: 17 Poemas"), 1937
- Cântec de revoltă, de dragoste și de moarte ("Canto de revuelta, de amor y de muerte"), 1947
- Orion, 1978

### Recopilaciones de artículos periodísticos
- Cartea Oltului ("El libro del Olt"), 1945
- Țări de piatră, de foc, de pământ ("Tierras de roca, de fuego y de polvo"), 1939
- Oameni și carbuni în Valea Jiului ("Hombres y carbón en el valle Jiu"), 1947
- Trei călătorii în inima țării ("Tres viajes a los confines de la tierra"), 1951
- Tablou Geografic ("Relevamiento geográfico"), 1954
- Years of Darkness, 1955
- Meridiane sovietice ("Meridianos soviéticos"), 1956
- Azi, ín România: carte radiofonică de reportaj ("Hoy, en Rumania: un libro de reportajes radiofónicos"), 1972
- Statui în lună ("Estatuas en la Luna"), 1977

### Otros
- Sfârșitul lui Iacob Onisia ("El fin de Iacob Onisia"), 1949; novela
- Eu sunt ținta: Geo Bogza în dialog cu Diana Turconi ("Yo soy el objetivo: entrevista a Geo Bogza por Diana Turconi"), 1994
- Rânduri către tinerii scriitori ardeleni ("Cartas a los jóvenes escritores de Transilvania"), 2003